# نورثروپ گرامن

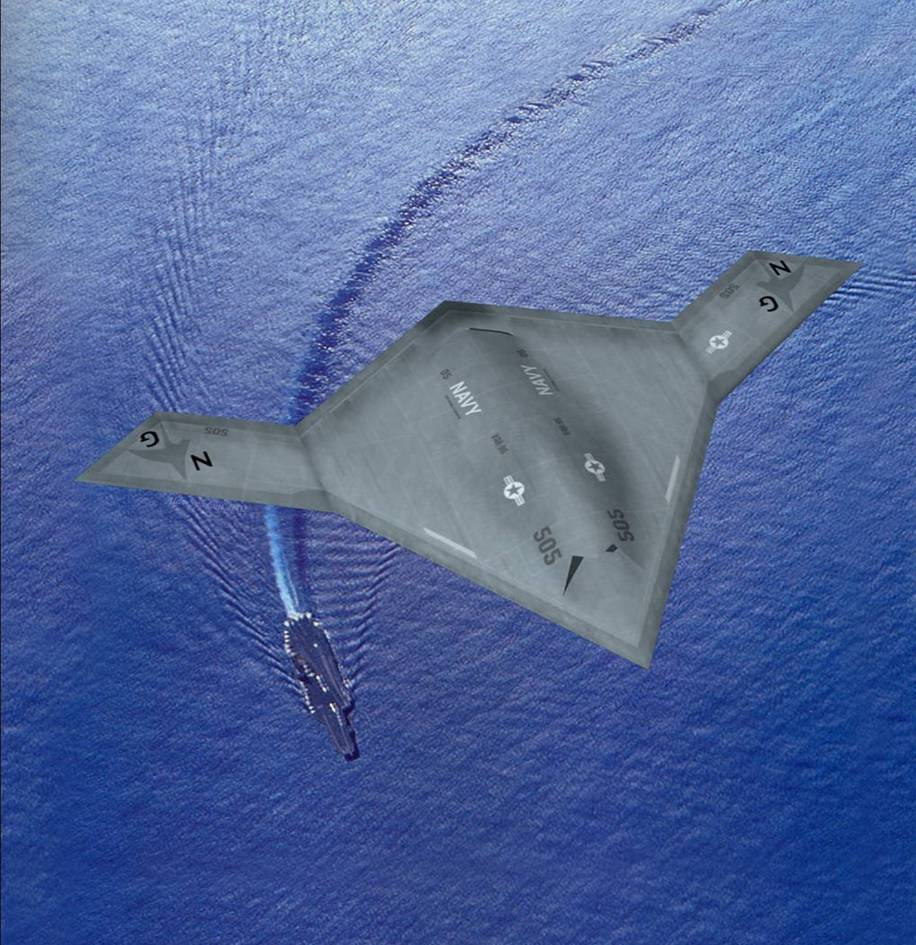
پهپاد نورثروپ گرومن ایکس-۴۷بی

نورثروپ گرامَن (به انگلیسی: Northrop Grumman) شرکت صنایع هوافضایی و صنایع جنگ‌افزاری آمریکایی است، که در زمینه طراحی، توسعهٔ فناوری و تولید تجهیزات جنگ‌افزاری، هواگردها و هواپیماهای جنگنده، شناورها و ناوهای هواپیمابر، ماهواره، سامانه‌های دفاع موشکی، رادار و تجهیزات پدافند هوایی، همچنین ارائه خدمات مشاوره فناوری اطلاعات و نیروی نظامی فعالیت می‌نماید.
نورثروپ گرامن در سال ۱۹۹۴ درپی خریداری شرکت گرامن، توسط شرکت نورثروپ، سپس ادغام دو شرکت تأسیس شد. این شرکت در سال ۲۰۱۰ پس از شرکت‌های بی‌ای‌ئی سیستمز، لاکهید مارتین و بوئینگ، در رتبه چهارم از فهرست بزرگترین شرکت‌های صنایع دفاعی و جنگ‌افزاری جهان قرار داشت. در سال ۲۰۱۱ شرکت نورثروپ گرامن در فهرست فرچون ۵۰۰ در رتبه ۷۲ از بزرگترین شرکت‌های ایالات متحده آمریکا قرار گرفت. از شناخته شده‌ترین تولیدات نورتروپ گرامن، می‌توان به: ئی‌ای-۶بی پراولر، ایکس ۴۷-بی، ام‌کیو-۸، بی-۲ اسپیریت، ایکس-۴۷ای و آر کیو-۴ گرامن تامکت اف ۱۴ اشاره کرد. از دیگر تولیدات این شرکت تلسکوپ فضایی جیمز وب می‌باشد، که در روزهای پایانی سال ۲۰۲۱ به فضا پرتاب شد.

## تاریخچه

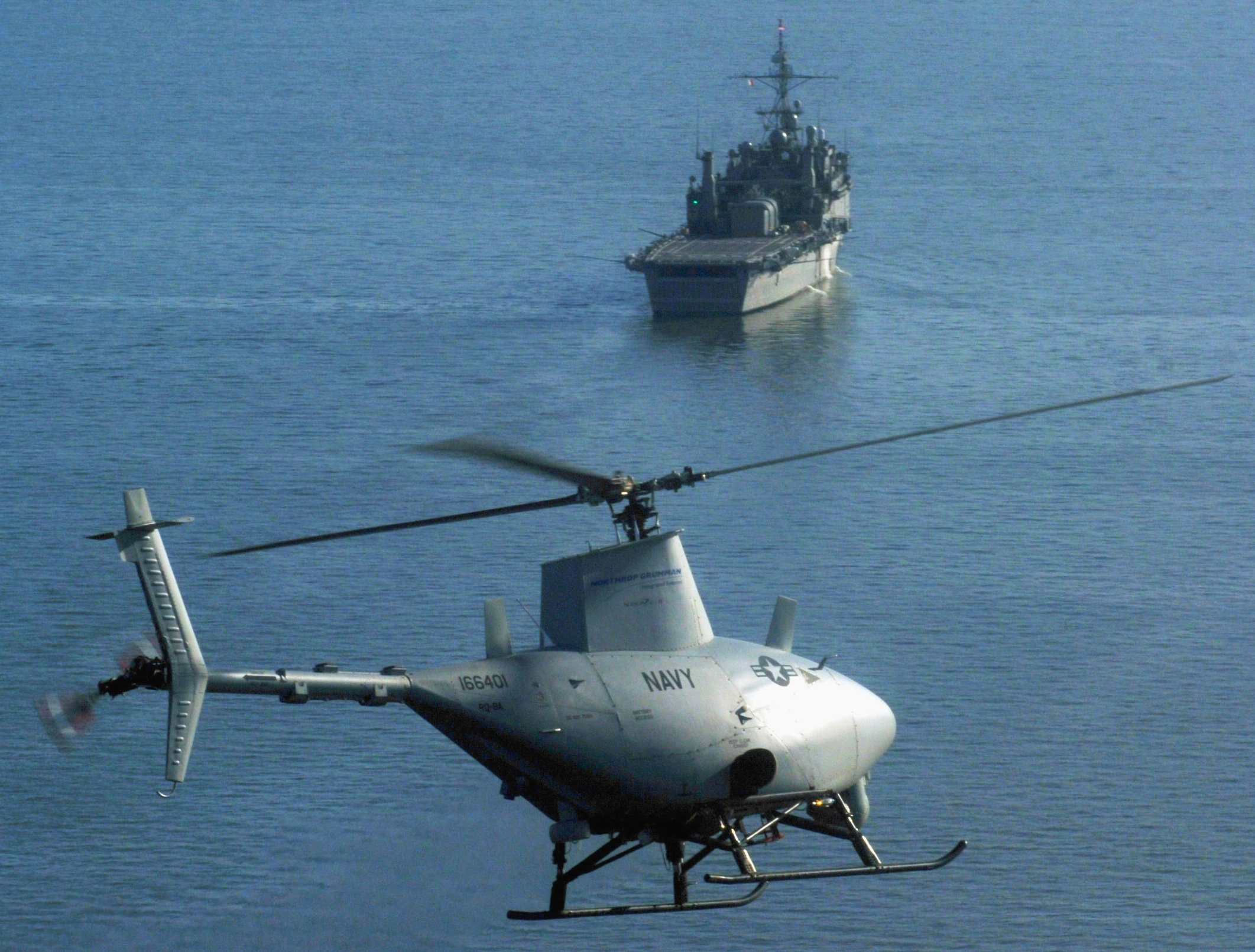
نورثروپ گرومن ام‌کیو-۸ فایر اسکات

ریشه‌های تأسیس شرکت نورثروپ گرومن به سال ۱۹۲۹ بازمی‌گردد، که لیروی گرومن با مشارکت جیک سویربول و ویلیام شندلر، اقدام به راه‌اندازی شرکت گرومن نمودند. شاخه دیگر نورثروپ گرومن، شرکت نورثروپ می‌باشد، که یک دهه بعد از گرومن و در سال ۱۹۳۹ توسط جک نورتروپ تأسیس گردید.
امروزه این شرکت تولیدکنندهٔ مدرن‌ترین تجهیزات دفاعی و هوافضایی، از حسگرها و حسگرهای پیشرفته، تا هواپیماهای باربری و نظامی، انواع ماهواره‌ها و سامانه‌های دفاع موشکی است. گردش مالی شرکت نورثروپ گرومن در سال ۲۰۱۲ بیش از ۲۵ میلیارد دلار بوده، که سود خالصی معادل ۲ میلیارد دلار را عاید سهامداران این شرکت نموده‌است. تعداد کارکنان نورثروپ گرومن در سال ۲۰۱۳ بیش از ۶۸ هزار نفر بود، که این رقم در سال ۲۰۱۸ به ۸۵ هزار نفر افزایش پیدا کرد.
این شرکت در سال ۱۹۹۴ در پی خریداری شرکت هوافضا و تجهیزات دفاعی گرومن، توسط شرکت هوافضای نورتروپ، سپس ادغام دو شرکت، تأسیس شد. نورثروپ گرومن در سال ۱۹۹۶ شرکت سامانه‌های الکتریکی وستینگ هاوس، که از تولید کنندگان برتر سامانه‌های راداری در جهان به‌شمار می‌رود را خریداری نمود. در سال بعد شرکت لاجیکان از شرکت‌های پیشرو در تولید سامانه‌های کامپیوتری، با کاربرد دفاعی نیز به نورثروپ گرومن اضافه شد. در سال ۱۹۹۸ میلادی مدیران ارشد این شرکت و شرکت لاکهید مارتین به توافقی برای ادغام دو شرکت با یکدیگر و تشکیل بزرگترین شرکت دفاعی و هوافضایی جهان دست یافتند، اما با مخالفت دولت فدرال ایالات متحده آمریکا، این ادغام انجام نگرفت. از آن به بعد نورثروپ گرومن، شرکت‌های بزرگ و کوچک دیگری را خریداری و در ساختار خود ادغام نمود، که از جملهٔ آن‌ها می‌توان به: تله‌داین (تولیدکنندهٔ پهپاد، سامانه‌های نظارتی و مراقبت فیزیکی) موسسهٔ تحقیقاتی کامپکت، شرکت نرم‌افزاری استرلینگ، صنایع لیتون و شرکت کشتی‌سازی نیوپورت اشاره نمود.
نورثروپ گرومن هم‌اکنون سومین شرکت بزرگ صنایع دفاعی جهان و بزرگترین سازنده ناوهای هواپیمابر و کشتی‌های نظامی در جهان است. محصولات مختلف این شرکت در واحدهای تولیدی آن که در ایالات متحده آمریکا و در کشورهای دیگر وجود دارند، طراحی و ساخته می‌شود. برای مثال شرکت کشتی‌سازی نیوپورت، به‌عنوان زیرمجموعه‌ای از نورثروپ گرومن، ناوهای هواپیمابر، زیردریایی‌های هسته‌ای و ناوهای مدرن کلاس نیمیتز را طراحی و تولید می‌کند. در ژانویه ۲۰۰۱ این شرکت بخشی بنام خدمات فنی را راه‌اندازی نمود. در ابتدای سال ۲۰۰۶ نورثروپ گرومن و بوئینگ به توافقاتی برای طراحی و ساخت فضاپیمای جدید ناسا، با نام اوریون دست یافتند، اما در ماه اوت ۲۰۰۶ اعلام شد، که این پروژه به لاکهید مارتین سپرده شده‌است.

## ساختار سازمانی
نورثروپ گرومن از چندین واحد تجاری و کاری مجزا تشکیل شده‌است، که هر کدام به صورت تقریباً مستقل از یکدیگر فعالیت می‌کنند. گرچه تمامی بخش‌های این شرکت، با توجه به ماهیت فعالیتشان، در چهار دستهٔ کاری اصلی قرار می‌گیرند و فعالیت‌های نورثروپ گرومن در ۴ گروه طبقه‌بندی می‌شود:
- سامانه‌های اطلاعاتی و فناوری اطلاعات
- صنایع دریایی و کشتی‌سازی
- سامانه‌های هوافضایی و موشکی
- سامانه‌های الکترونیکی

### سامانه‌های الکترونیکی
بخش سامانه‌های الکترونیکی نورتروپ گرومن پس از اضافه شدن شرکت سامانه‌های وستینگ هاوس به نورثروپ گرومن، در سال ۱۹۹۶ پدید آمد و در زمینهٔ طراحی، تولید و گسترهٔ گوناگونی از انواع سامانه‌های الکترونیکی-دفاعی، فعالیت می‌کند. این بخش بیش از ۷۲ دفتر بین‌المللی در مناطق مختلف جهان دارد و بیش از ۲۴ هزار نفر پرسنل در آن مشغول به کارند. در سال ۲۰۰۴ بیش از ۲۰٪ درصد فروش نورتروپ گرومن مربوط به این زیرمجموعه بوده‌است. مقر اصلی این زیر مجموعهٔ تجاری در بالتیمور واقع است.

### فناوری اطلاعات
بخش فناوری اطلاعات نورتروپ گرومن مسئول فراهم ساختن بسترهای اطلاعاتی و ارایهٔ خدمات مربوطه به مشتریان است. همچنین قراردادهای مرتبط با موضوعاتی چون پروژه‌های شبیه‌سازی و ارائه خدمات آموزشی، در بخش فناوری اطلاعات نورتروپ گرومن انجام می‌شود.

### سامانه‌های موشکی

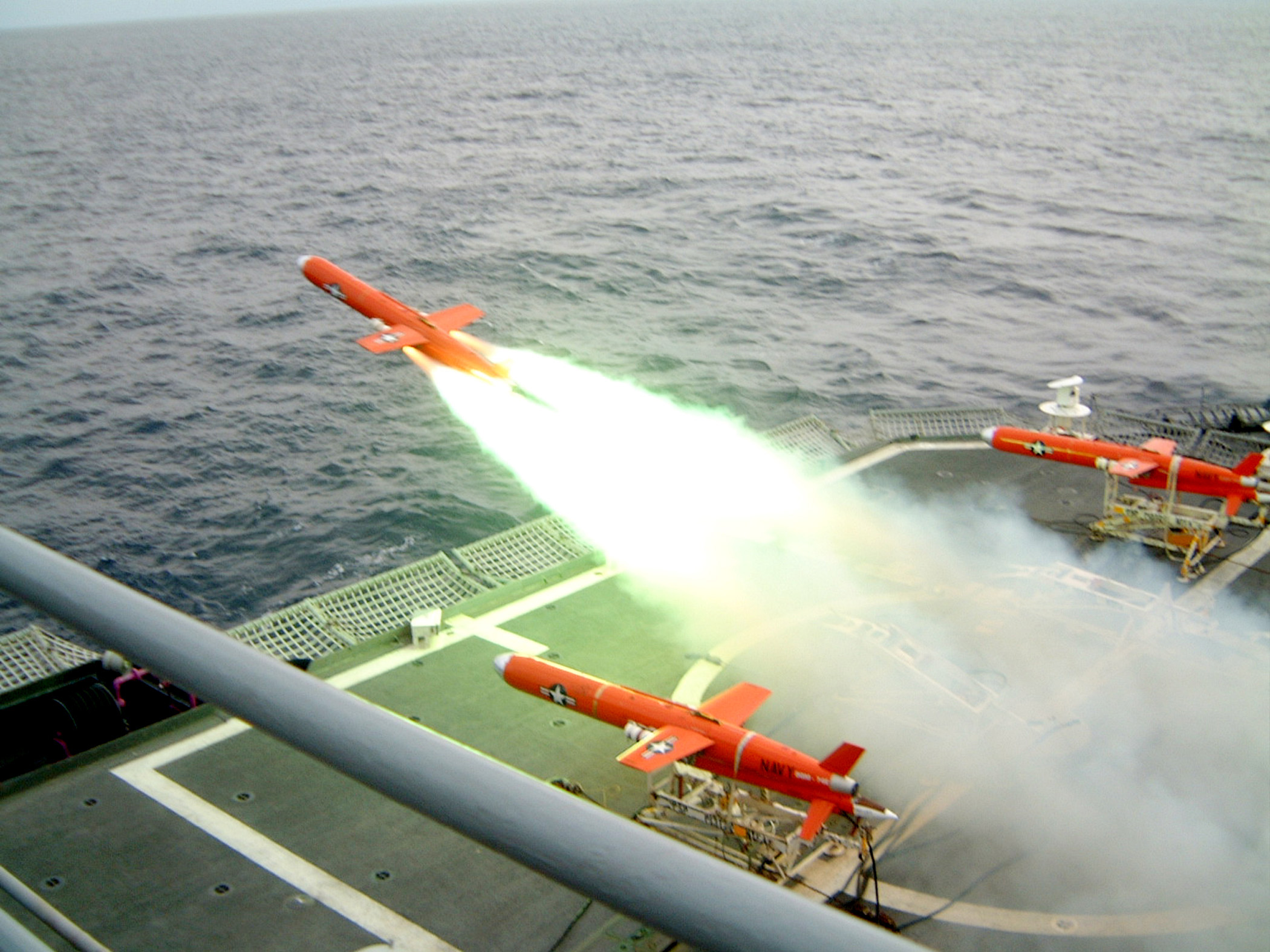
سامانهٔ موشکی بی‌کیوام-۷۴ ساخته‌شده توسط نورثروپ

وظیفهٔ اصلی بخش سامانه‌های موشکی نورثروپ گرومن؛ تحقیق، طراحی، ساخت و توسعه سامانه‌های موشکی و زیرسامانه‌های مربوط به آن می‌باشد.

### سامانه‌های یکپارچه
طراحی، ساخت و پشتیبانی از صنایع مختلف دفاعی و هوافضایی، با هدف فراهم کردن تسلیحات شناسایی؛ درگیری و ... برای وزارت دفاع ایالات متحده آمریکا هدف اصلی بخش سامانه‌های یکپارچه شرکت نورثروپ گرومن است.

### نیوپورت
نام کامل آن نیوپورت نیوز است و با این که تحت نظر نورثروپ گرومن و برای تأمین نیازهای قراردادهای این کمپانی فعالیت می‌کند؛ اما به صورت خصوصی اداره می‌شود. این شرکت تابعه، سازندهٔ انواع ناوهای هواپیمابر مدرن و زیردریایی‌های اتمی می‌باشد. نیوپورت تنها شرکتی است، که قابلیت و توانایی طراحی و ساخت ناوهای هواپیمابر کلاس نیمیتز را دارا می‌باشد. دفتر مرکزی شرکت نیوپورت در ایالت ویرجینیا مستقر می‌باشد.

### سامانه‌های دریایی و کشتی‌سازی
بخش سامانه‌های دریایی و کشتی‌سازی نورتروپ گرومن، سازندهٔ انواع کشتی‌ها و دیگر شناورهای دریایی کوچک و متوسط است.

### فناوری هوافضا
در این زیرمجموعه از نورتروپ گرومن، تمرکز اصلی بر طراحی و ساخت ماهواره‌ها، همچنین برنامه‌ریزی و اجرای پروژه‌های راهبردی فضایی می‌باشد.

### خدمات فنی
بخش خدمات فنی نورثروپ گرومن در ماه ژانویه سال ۲۰۰۶ تأسیس شده‌است و وظیفهٔ ارایهٔ خدمات فنی، تعمیرات و نگهداری، خدمات لجستیک و پشتیبانی، ترابری دریایی و همچنین بازاریابی محصولات این شرکت را بر عهده دارد.

## چشم‌انداز
کسب رتبهٔ اول در ارایهٔ فناوری و سامانه‌های نوین، به منظور تضمین امنیت و آزادی مردم ایالات متحده آمریکا و کشورهای دوست. این شرکت در سال ۲۰۱۰ پس از شرکت‌های بی‌ای‌ئی سامانهز، لاکهید مارتین و بوئینگ، در رتبه چهارم از فهرست بزرگترین شرکت‌های صنایع دفاعی و جنگ‌افزاری جهان قرار گرفت.

## ارزش‌ها
تمرکز و توجه ویژه به بحث کیفیت؛ جلب رضایت مشتریان؛ همکاری همه سطوح پرسنلی با یکدیگر؛ حفظ یکپارچگی؛ احترام به یکدیگر؛ مشتریان و سهامداران از ارزش‌های اساسی اعلام شدهٔ این شرکت است. مدیران ارشد نورثروپ گرومن معتقدند تمامی پرسنل‌شان باید دارای پنج ویژگی برتر باشند: اعتقاد به ارزش‌های کمپانی و سعی در حفظ و ارتقا آن‌ها، تمرکز بر پیشرفت و سرآمدی، فعالیت با دقت و سرعت بسیار بالا، داشتن ارتباطات قوی و آزاد بین تمامی سطوح کاری و پرسنلی و داشتن روحیه مشارکت در تمامی سطوح.

## محصولات

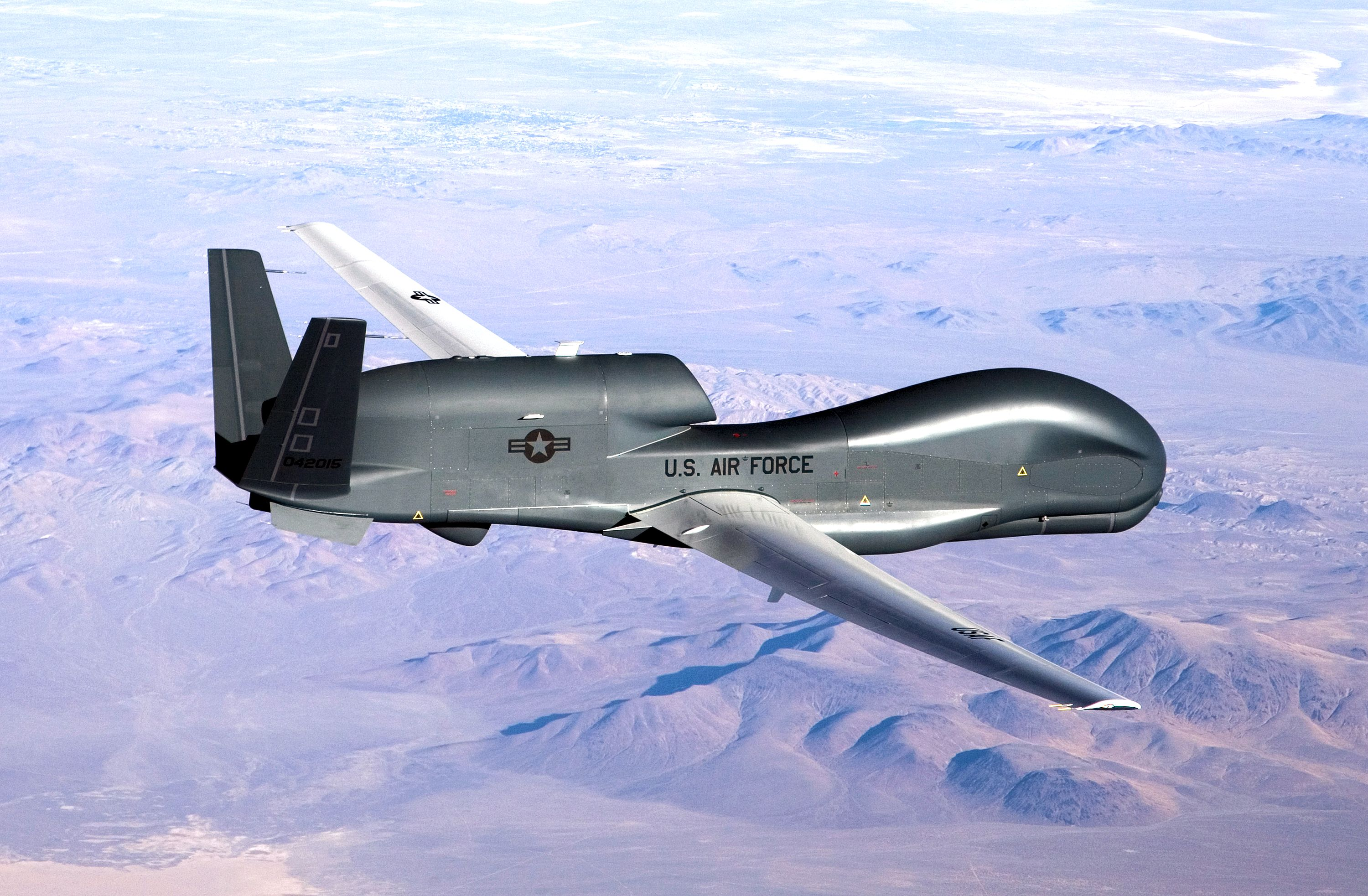
پهپاد نورتروپ گرومن آر کیو-۴ گلوبال هاوک

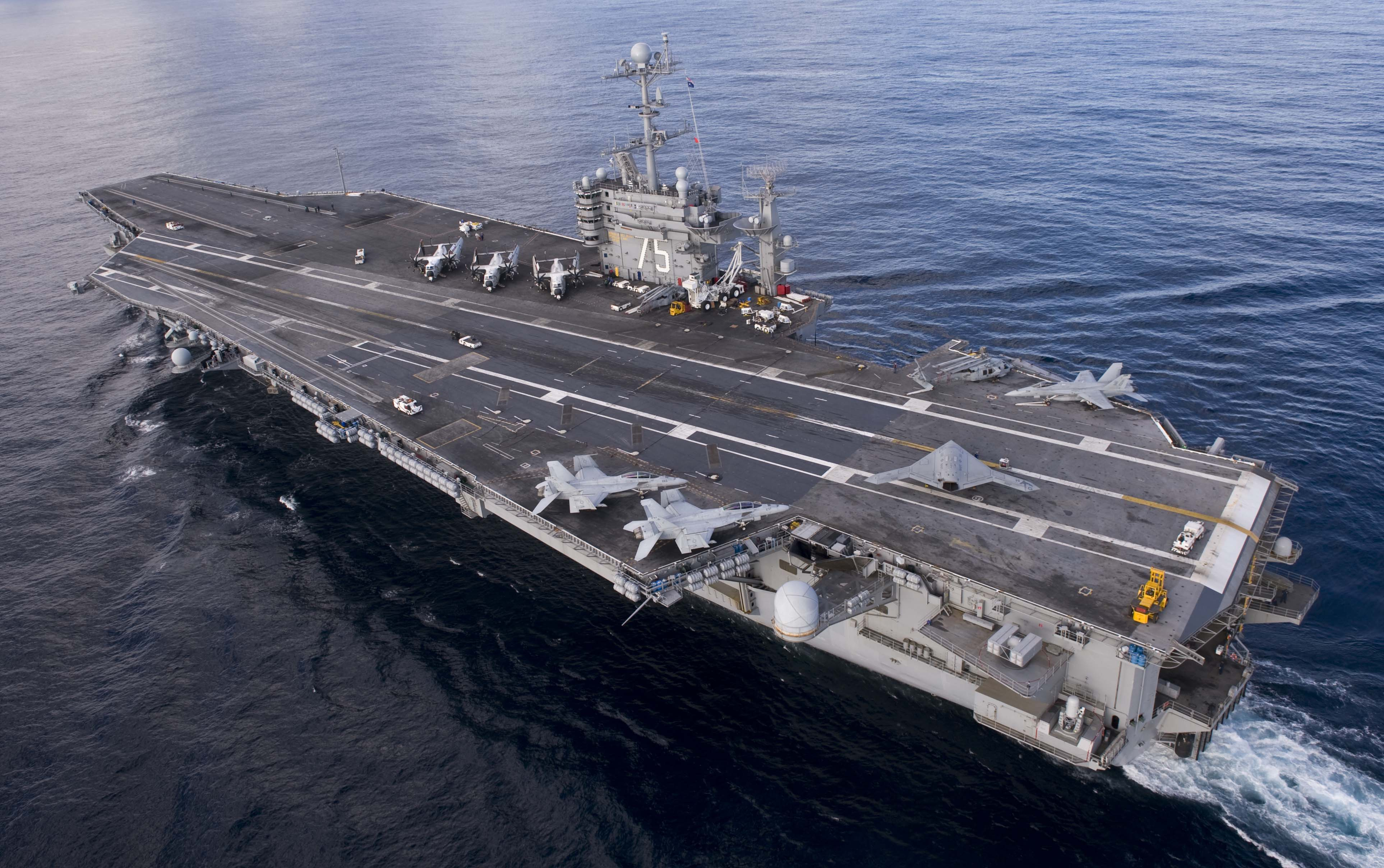
ناو هواپیمابر یواس‌اس هری اس. ترومن تولید شده توسط نورتروپ گرومن

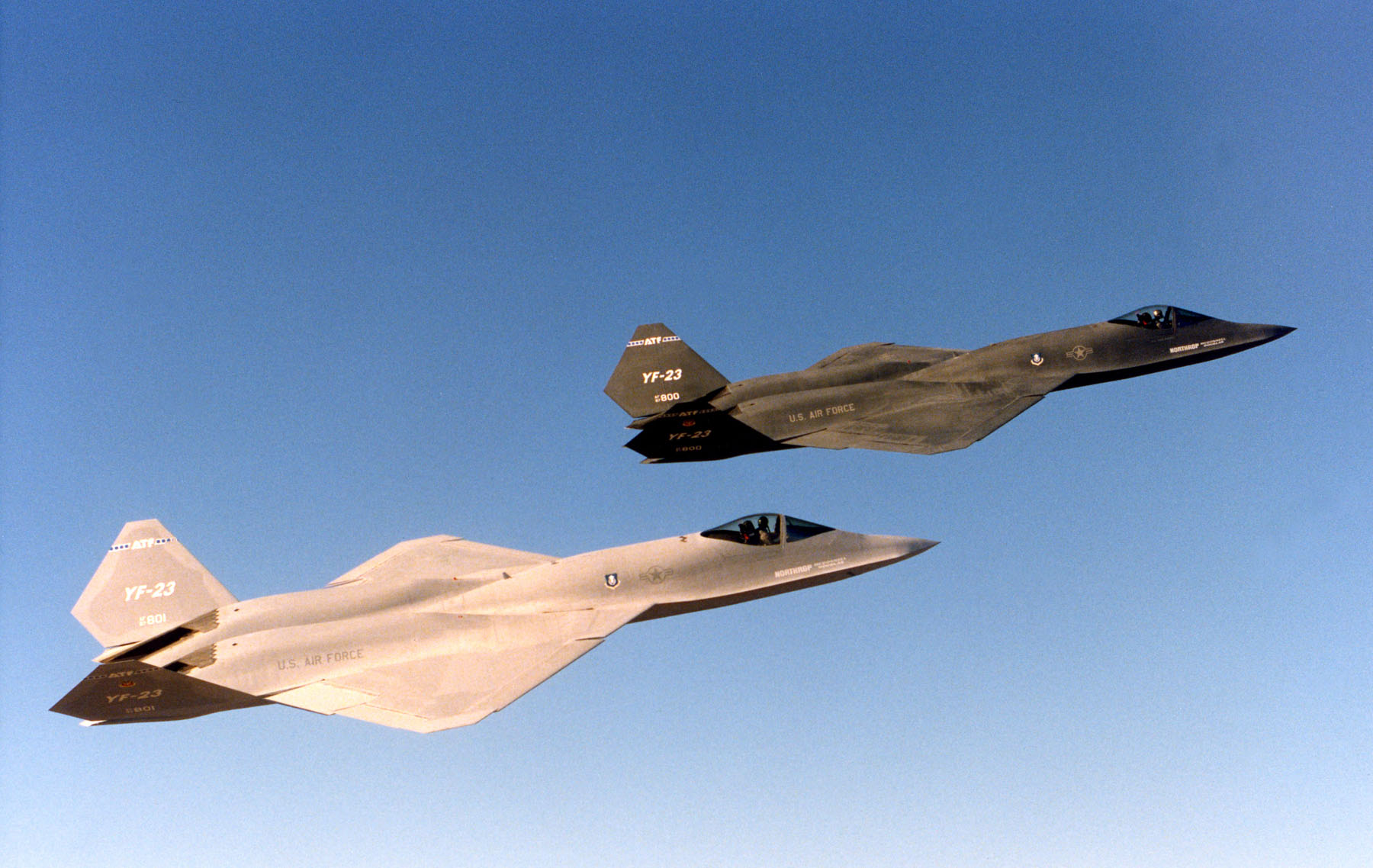
دو جنگنده وای‌اف-۲۳

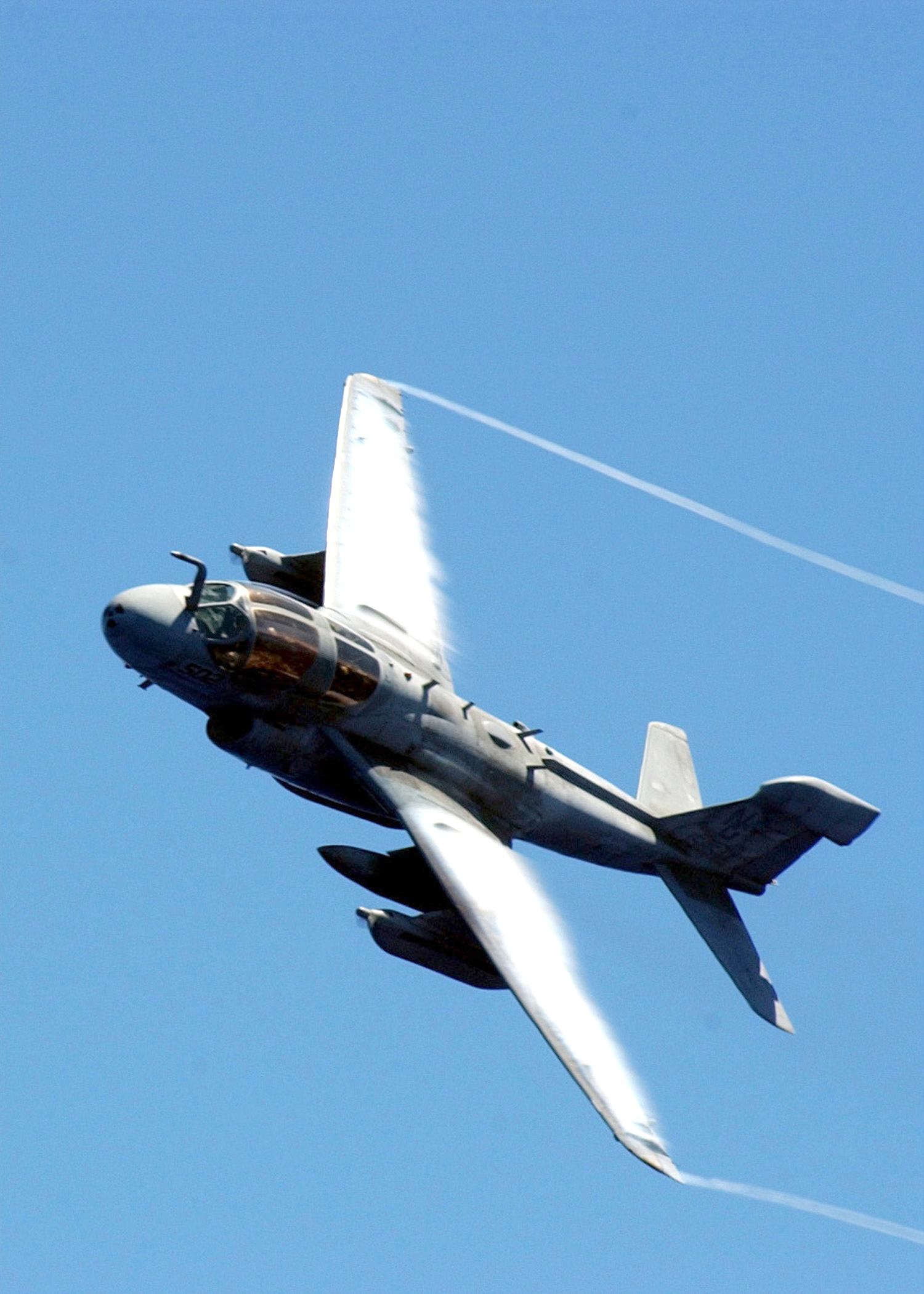
نورتروپ گرومن ئی‌ای-۶بی پراولر

نورتروپ گرومن در زمینه‌های زیر به تحقیق و توسعه و تولید محصولات مختلف می‌پردازد:
- سامانه‌های فرماندهی و کنترل
- سامانه‌های اطلاعاتی هوشمند
- سامانه‌های پدافند موشکی
- سامانه‌های راداری
- کشتی‌ها و ناوها
- ماهواره‌های مختلف با مأموریت‌ها و کاربردهای گوناگون
- سامانه‌های لیزری پرانرژی
- هواپیماهای بدون سرنشین

طراحی و ساخت سامانه‌ها و محصولاتی دیگر نیز در فهرست پروژه‌های آتی این شرکت قرار دارند، که می‌توان به موارد زیر اشاره کرد:
- رادارهای فضا پایه
- جنگنده بمب‌افکن‌های پیشرفته
- ناوهای هواپیمابر
- ناوشکن‌های مدرن
- سامانه‌های انتقال بی‌سیم اطلاعات

مهم‌ترین محصولات تولید شده شرکت نورثروپ گرومن عبارتند از:
- تلسکوپ فضایی جیمز وب
- رهگیر انرژی جنبشی
- رادارهای پیشرفتهٔ باند اس
- رادارهای فعال الکترونیکی
- سامانهٔ دفاع موشکی برای هواپیماهای غیرنظامی
- سامانه مادون قرمز فضا پایه
- ماهواره‌های پشتیبان سامانه‌های دفاع موشکی
- لیزر هواپایه
- نورثروپ بی-۲ اسپیریت
- پهپاد گلوبال هاوک

### رهگیر انرژی جنبشی
رهگیرهای انرژی جنبشی، برای شناسایی و رهگیری موشک‌های بالستیک، در فازهای میانی و انتهای پرواز، استفاده می‌شوند و در واقع بخشی از معماری پدافند موشکی چند لایهٔ سپر دفاع موشکی ایالات متحده آمریکاست. نورثروپ گرومن همچنین نرم‌افزارهای مدیریت صحنهٔ نبرد، برای سامانه‌های پدافند موشکی را نیز تهیه می‌نماید.

### رادارهای باند اس
رادار باند اس تی‌پی‌اس-۷۰اس‌اس، پیشرفته‌ترین و کارآمدترین رادار مراقبت پدافند هوایی است، که تاکنون در جهان ساخته شده‌است. این رادارها قادرند به صورت کاملاً خودکار، انواع اهداف؛ از جمله هواپیماها و پهپادهای دشمن و نیز موشک‌های بالستیک شلیک شده را تشخیص داده و رهگیری نمایند. ضمناً این رادارها قادر به تشخیص و رهگیری هم‌زمان بیش از ده‌ها هدف به‌طور همزمان، می‌باشند.

### رادارهای الکترونیکی
انواع رادارهای آرایه اسکن شده فعال الکترونیکی نورثروپ گرومن، توانمندی‌های گسترده و گوناگونی برای جستجو، تطبیق، رهگیری و هدف‌یابی تهدیدات مختلف دارند. در این حوزه، نورثروپ گرومن، پیشرفته‌ترین شرکت در جهان می‌باشد و سامانه‌های کنترل آتش طراحی شده توسط آن، برای جنگنده‌های اف-۳۵ لایتنینگ ۲ و لاکهید مارتین اف-۲۲ رپتور، از محبوبیت بالایی نزد متخصصان دفاعی و نظامی برخوردار هستند.

### سامانهٔ گاردین
سامانهٔ پدافند موشکی گاردین که از گونه سامانهٔ دفاع موشکی هواپیماهای غیرنظامی است، بر روی هواپیماهای تجاری و مسافری نصب می‌شود و قادر است با استفاده از یک خط لیزر بی‌خطر نامرئی؛ موشک دوش پرتابی را، که به سمت هواپیما شلیک می‌شود، از بین ببرد. ساخت این گونه سامانه‌ها در سال‌های اخیر بسیار مورد توجه قرار گرفته‌است و گاردین نیز به عنوان بخشی از برنامهٔ امنیت ملی آمریکا از اهمیت ویژه‌ای برخوردار است.

### سامانه مادون‌قرمز فضاپایه
نورثروپ گرومن محمولهٔ حسگر مادون قرمز و پردازندهٔ دیتای مورد استفاده در سامانه مادون قرمز فضاپایه که توسط لاکهید مارتین ساخته می‌شود را، تولید می‌نماید. این سامانه در واقع مجموعه‌ای از ماهواره‌هاست که به کمک حسگرهای مادون قرمز آن‌ها، می‌توان از شلیک موشک‌های بالستیک تاکتیکی و راهبردی، آگاه شد و اطلاعات دقیقی در خصوص آن‌ها را با سرعت بسیار زیاد برای فرماندهان و نیروهای نظامی، مهیا و ارسال نمود.

### ماهواره‌های پشتیبان
ماهواره‌های پشتیبان، برای آگاهی از شلیک موشک‌های بالستیک به کار می‌روند. این ماهواره‌ها از سال ۱۹۷۰ تاکنون، مؤلفه‌های اصلی سامانه‌های هشدار اولیه موشکی آمریکا بوده‌اند. آن‌ها می‌توانند با استفاده از حسگرهای مادون قرمز خود، گرمای حاصل از شلیک موشک‌های بالستیک را حس نمایند و گزارش‌های دقیقی در این خصوص تهیه کنند.

### لیزر هواپایه
سامانهٔ لیزر هواپایه که با همکاری شرکت‌های نورثروپ گرومن، لاکهید مارتین و بوئینگ در دست طراحی و ساخت است. در واقع یک لیزر اکسیژنی شیمیایی کلاس مگاوات است، که با سرعت نور منتشر می‌شود و برای هدف قرار دادن موشک‌های بالستیک در فاز بوست (مرحله دوم پرواز موشک‌های بالستیک) مورد استفاده قرار می‌گیرد. قرار است این لیزر بر روی هواپیمای بوئینگ ۷۴۷-۴۰۰ نصب شود.

### بی-۲ اسپیریت

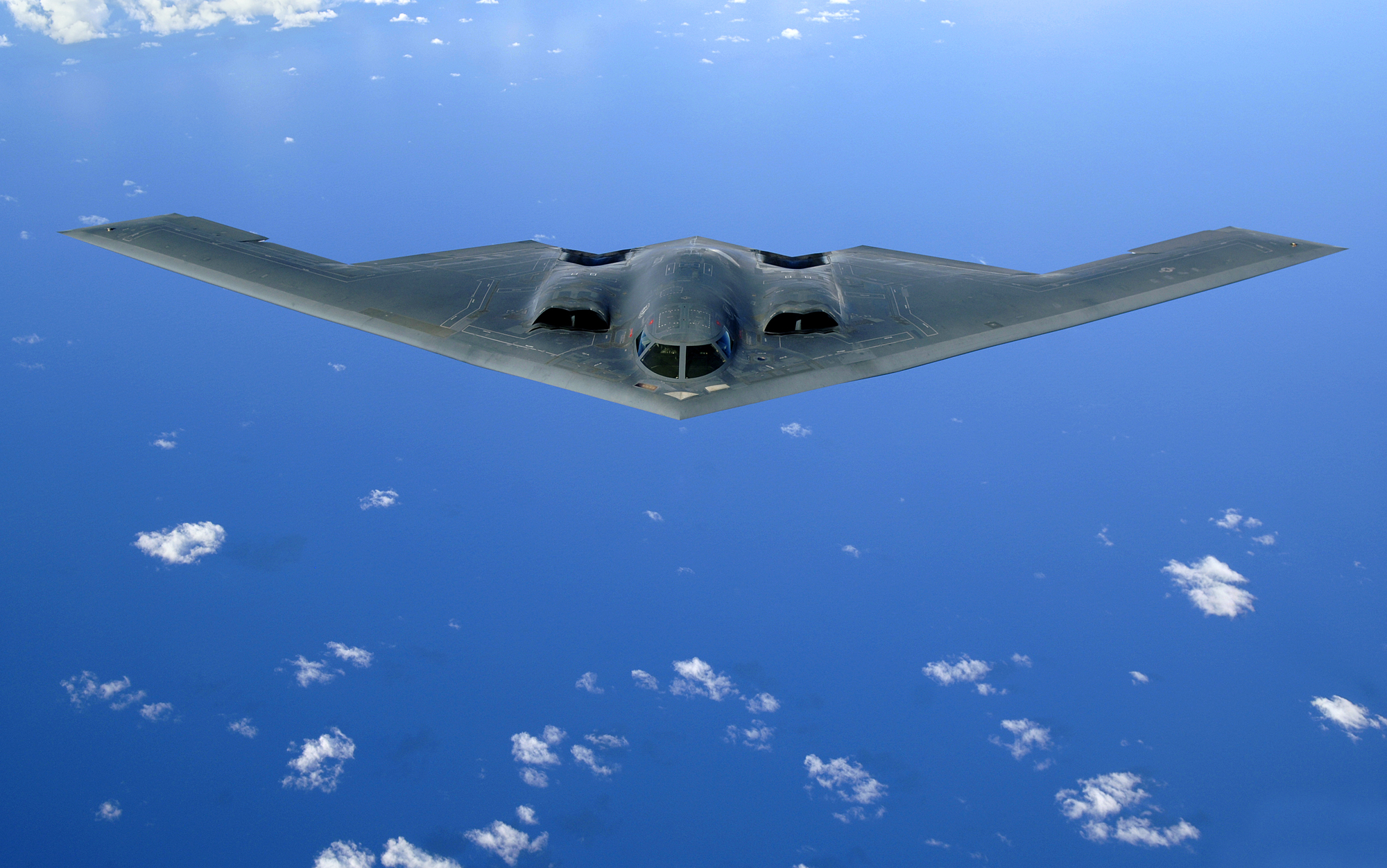
نورتروپ گرومن بی-۲ اسپیریت

نورثروپ گرومن بی-۲ اسپیریت، تنها بمب افکن دور پرواز جهان است، که قادر است، تسلیحات مختلفی با حجم بالا را، تا ارتفاع بسیار حمل نماید و با نفوذ در عمق مناطق هوایی و فضایی محافظت شده؛ به انجام مأموریت‌های گوناگون بپردازد. این بمب افکن، نقش مهمی در اجرای مأموریت‌های راهبردی تهاجمی یواس‌ای‌اف در آینده خواهد داشت.

### گلوبال هاوک
پهپاد آر کیو-۴ گلوبال هاوک . این پهپاد به صورت کاملاً خودکار عمل می‌نماید. حتی بلند شدن از روی زمین و فرود آمدن آن نیز به صورت تمام خودکار انجام می‌شود و می‌تواند به ارتفاع بیش از ۳۰ هزار پایی (۹ کیلومتر) دست یابد، که در نتیجه خارج از محدودهٔ بسیاری از سامانه‌های پدافندی قرار می‌گیرد. این سامانه تاکنون رکورد بیش از ۳۶ ساعت پرواز متوالی و مسافت ۲۵ هزار کیلومتری را ثبت نموده‌است.
این پهپاد توانایی جابجایی محموله‌ای با وزن ۱٫۴۰۰ کیلوگرم را دارا می‌باشد. معماری سامانهی باز این سامانه باعث شده تا به سادگی بتوان انواع حسگرها و سامانه‌های ارتباطی نوین را، با آن تطبیق داده و بر روی آن نصب نمود. رادارهای ترکیبی، حسگرهای مادون قرمز و الکترواپتیکال این پهپاد آن را قادر می‌سازد تا در شرایط آب و هوایی گوناگون، تصاویر شناسایی با کیفیت و دقیق تهیه نماید. بسیاری از متخصصان رشته‌های مختلف مانند الکترونیک، هوافضا و... این پهپاد را از شاهکارهای طراحی سامانه‌ای می‌دانند.